# Поляков Віктор Миколайович
Віктор Миколайович Поляков (3 березня 1915, місто Томськ, Російська Федерація — 1 червня 2004, місто Москва, Російська Федерація) — радянський діяч, міністр автомобільної промисловості СРСР, генеральний директор Волзького автомобільного заводу (ВАЗ). Кандидат у члени ЦК КПРС у 1976—1981 роках. Член ЦК КПРС у 1981—1989 роках. Депутат Верховної Ради СРСР 9—11-го скликань. Герой Соціалістичної Праці (5.04.1971).

## Життєпис
Народився в родині службовця. У 1930—1934 роках — учень слюсаря автошколи, слюсар автобази ВРНГ СРСР (Наркомату важкої промисловості СРСР). У 1934—1937 роках — майстер, заступник начальника цеху Московського авторемонтного заводу № 3.
У 1938 році закінчив вечірнє відділення Московського автомобільно-дорожнього інституту.
У 1938—1946 роках служив у Червоній армії, учасник німецько-радянської війни. У жовтні 1941 року був важко поранений. З 1943 року — командир паркового взводу окремої автороти підвезення 70-ї морської стрілецької бригади, на 1945 рік — командир 220-го окремого ремонтно-відновлювального батальйону з ремонту автомобілів.
Член ВКП(б) з 1944 року.
У 1946—1958 роках — начальник лабораторії, начальник цеху, заступник головного інженера, головний конструктор, головний інженер Московського заводу малолітражних автомобілів, який випускав легкові автомобілі «Москвич».
У 1958—1963 роках — директор Московського заводу малолітражних автомобілів.
У березні 1963 — березні 1965 року — 1-й заступник голови Ради народного господарства (раднаргоспу) Московського міського економічного району. У березні — червні 1965 року — в.о. голови Московського міського раднаргоспу. У червні 1965 — січні 1966 року — голова Московського міського раднаргоспу.
У 1965 — липні 1975 року — заступник міністра автомобільної промисловості СРСР. Одночасно з серпня 1966 року — директор споруджуваного Волзького автомобільного заводу (ВАЗ), з 1971 року — генеральний директор Волзького автомобільного заводу (Волзького об'єднання з виробництва легкових автомобілів) в місті Тольятті Куйбишевської області.
Указом Президії Верховної Ради СРСР від 5 квітня 1971 року за видатні успіхи у виконанні завдань п'ятирічного плану із розвитку автомобільної промисловості Полякову Віктору Миколайовичу присвоєно звання Героя Соціалістичної Праці з врученням ордена Леніна і золотої медалі «Серп і Молот».
17 липня 1975 — 18 жовтня 1986 року — міністр автомобільної промисловості СРСР.
З жовтня 1986 року — персональний пенсіонер союзного значення в Москві.
У 1986—1992 роках — експерт центрального науково-дослідного автомобільного і автомоторного інституту.
У 1992—1994 роках — консультант на будівництві Елабузького автомобільного заводу. У 1993 році очолював тимчасову консультативну групу з відновлювальних робіт при генеральному директорові ВАТ «КАМАЗ».
У 1994—1999 роках — начальник консультаційно-експертного відділу представництва ВАТ «АВТОВАЗ» в Москві. З 1999 року працював в аналітичному центрі АВТОВАЗу.
Помер 1 червня 2004 року в Москві. Похований на Баникінському цвинтарі міста Тольятті.

## Нагороди
- Герой Соціалістичної Праці (5.04.1971)
- чотири ордени Леніна (5.04.1971; 5.03.1975; 31.03.1981; 1.03.1985)
- орден Вітчизняної війни І ст. (11.03.1985)
- орден Трудового Червоного Прапора (22.08.1966)
- орден Червоної Зірки (30.09.1945)
- орден «За заслуги перед Вітчизною» IV ст. (Російська Федерація) (6.01.1995)
- медаль «За бойові заслуги» (26.04.1943)
- медаль «За перемогу над Німеччиною у Великій Вітчизняній війні 1941—1945 рр.» (1945)
- медаль «За оборону Радянського Заполяр'я» (1945)
- медалі
- Почесний громадянин міста Тольятті (9.03.1995)
- Почесний громадянин Самарської області